# Tor Banua Raja
Tor Banua Raja is een bestuurslaag in het regentschap Mandailing Natal van de provincie Noord-Sumatra, Indonesië. Tor Banua Raja telt 618 inwoners (volkstelling 2010).